# Heorot
Heorot o Herot era la capital del reino de Lejre durante el reinado de Hroðgar, un legendario rey vikingo de Dinamarca en la Era de Vendel (siglo VI). Heorot significa "Salón del ciervo". Se menciona en el poema épico Beowulf, cuando el héroe defiende la plaza y sus habitantes del demoníaco Grendel.
El palacio de Heorot era suficientemente grande como para que Hroðgar hiciese entrar ocho caballos con tocados de oro y plata como regalo para Beowulf. Era un lugar que servía como plaza de gobierno y residencia de los guerreros. Heorot simboliza la civilización y la cultura y esencialmente el poderío de los reyes daneses, todas las cosas buenas en el mundo de Beowulf. Su luz, calor y alegría contrasta con la oscuridad de los pantanos donde habita Grendel.

## Reino de Lejre

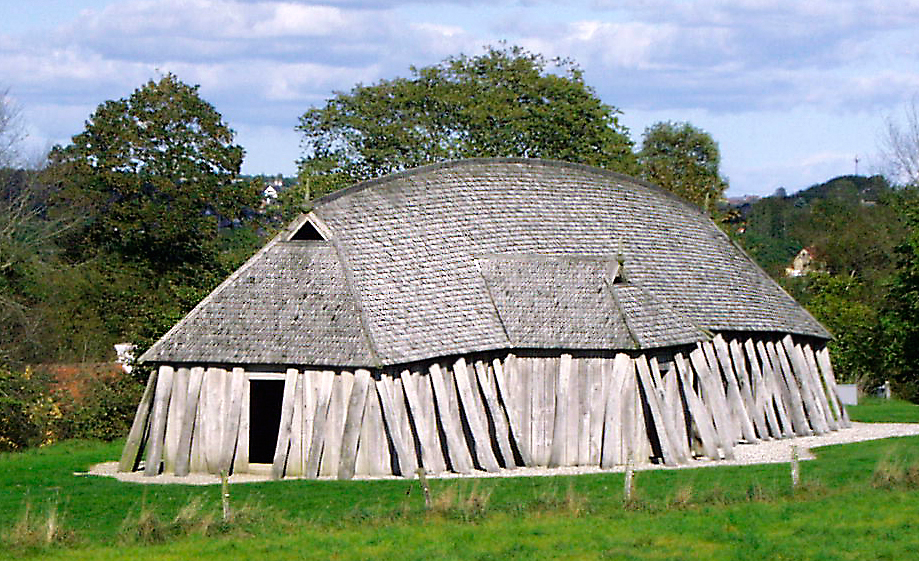
Reconstrucción moderna de una residencia vikinga en Fyrkat (28,5 metros de largo).

Los historiadores modernos consideran la villa de Lejre, cerca de Roskilde, como la localización más probable de Heorot. Las fuentes escandinavas la identifican con Hleiðargarðr, la residencia de Hroðulf (Hrólfr Kraki) que aparece en Hrólfs saga kraka y localizado en Lejre. Los cronistas medievales Saxo Grammaticus y Sven Aagesen sugieren que Lejre fue la capital y residencia de los Skjöldung, el clan de Hroðgar (llamados "Scylding" en el poema). Los restos de una residencia vikinga fue descubierta al suroeste de Lejre en las excavaciones de 1986-88 por Tom Christensen del museo de Roskilde. Según la prueba de radiocarbono, la madera procede de la década de 880, aunque más tarde se descubrió otra más antigua, sobre la década de 680. En 2004-05, Christensen excavó un tercer complejo residencial al norte de las otras dos, construida a mediados del siglo VI, de tres salones de 50 metros de longitud. 
Fred C. Robinson y otros investigadores más recientemente, también está de acuerdo con esta versión: 
"Hroðgar (y posteriormente Hroðulf) gobernó en un asentamiento real llamado Heorot que actualmente corresponde casi con certeza a la moderna localidad de Lejre."